# کیلسیت
کیلسیت (به انگلیسی: Kilsyth) یک شهرک در اسکاتلند است که در دانبارتونشایر واقع شده‌است. کیلسیت ۹٬۸۶۰ نفر جمعیت دارد.